# Amonledková trhavina
Amonledkové trhaviny, česky též "dusičnan amonný + palivo" (zkráceně DAP), jsou směsné trhaviny, kde dusičnan amonný působí jako okysličovadlo. Nejjednodušší taková směs je dusičnan amonný s naftou nebo rostlinným olejem, v poměru přibližně 95:5..
Pro iniciaci potřebují jinou silnější trhavinu, bez silné počinové náložky (desítky gramů brizantní trhaviny, např. hexogen s trochou vosku) jednoduché DAP nedetonují.
Jsou využívány pro svou nízkou výrobní cenu, jejich společenským rizikem tudíž je jejich snadná zneužitelnost.